# Tito Maniacco
Tito Maniacco (Udine, 6 gennaio 1932 – Udine, 21 gennaio 2010) è stato un poeta, storico e scrittore italiano di narrativa e saggistica.
È stato anche critico, curatore di mostre d'arte ed artista.

## Biografia
Insegnante, storico e critico d'arte, fu amico di Pier Paolo Pasolini. La sua attività artistica e culturale si è svolta nel Friuli, regione a cui era profondamente legato e che descrisse nelle sue opere, a partire dagli anni cinquanta con il gruppo neorealista della rivista Momenti, su cui pubblicò le prime poesie.
Attivo anche sul fronte politico, fu consigliere comunale per il PCI a Udine dal 1970 al 1985.
È stato insignito del Premio Epifania 2002. Ricevette dal Comune di Udine il sigillo della città nell'ottobre 2008.

## Opere
(elenco parziale)
- Stagioni in Friuli, poesie, ed. del Provinciale, Udine 1958
- Le vette del tempo, poesie, grafiche Fulvio, Udine 1971 (premio Cittadella 1972)
- L'albero dentro la casa, racconti, ed. Incontri, Udine 1974
- I senza storia. Storia del Friuli, Casamassima, 3 voll., Udine 1977-1979
- Storia del Friuli, Newton Compton, Roma 1985
- Da una lontananza irrevocabile, poemetto, Campanotto, Udine 1991
- L'uomo dei canali, romanzo, Studio Tesi, Pordenone 1993
- L'ideologia friulana. Critica dell'immaginario collettivo, KappaVu, Udine 1995, ISBN 9788889808658 - 2ª ed. 2010 ISBN 9788889808924
- Gentiluomo nello studio, poemetto, Il Menocchio, Montereale Valcellina 1996
- La patata non è un fiore, Vivere e morire da contadini, Biblioteca dell'Immagine, Pordenone 1997
- Mediterraneo, poemetto, Il Menocchio, Montereale Valcellina 1998
- Genesi, racconti, Biblioteca dell'Immagine, Pordenone 1999
- La veglia di Ceschia, romanzo, Biblioteca dell'Immagine, Pordenone 2001
- Patriarca nella nebbia, poemetto, Il Menocchio, Montereale Valcellina 2004
- Le favole del corvo, KappaVu, Udine 2005
- Mestri di mont, 2007 (autobiografico)
- Figlio del secolo, Kappa Vu, 2008 (autobiografico)
- Oltris, Circolo Culturale Menocchio, Montereale Valcellina, 2009.
- Una piccola osteria rossa, Quaderni del Menocchio, 2011 (postumo), ISBN 9788875621001